# فیلیپ مورایس
فیلیپ مورایس (انگلیسی: Filipe Morais؛ زادهٔ ۲۱ نوامبر ۱۹۸۵) بازیکن فوتبال اهل پرتغال است.
از باشگاه‌هایی که در آن بازی کرده است می‌توان به باشگاه فوتبال هیبرنین، باشگاه فوتبال چلسی، باشگاه فوتبال میلوال، باشگاه فوتبال اولدهام اتلتیک، باشگاه فوتبال برادفورد سیتی، باشگاه فوتبال میلتون کینز دونز، باشگاه فوتبال سنت جانستون، باشگاه فوتبال استیونج، و باشگاه فوتبال اینورنس کالدنیون تیسل اشاره کرد.
وی همچنین در تیم ملی فوتبال زیر ۲۱ سال پرتغال بازی کرده است.